# Iván Luengo
Iván Luengo Robles (Granollers, Barcelona, 3 de julio del 2003) es un actor y doblador de voz español, conocido por interpretar a Hugo cuando era un niño en el final de la película A tres metros sobre el cielo, a Lleó cuando era un niño en un episodio de la conocida serie Pulseras rojas, a Pedro en el cortometraje Campanadas y recientemente es reconocido por su actuación bajo el nombre de Daniel en la película Tiempo sin aire.

## Vida personal
Nació el 3 de julio de 2003 en Granollers, una pequeña localidad catalana de la provincia de Barcelona. Pero luego con 9 meses de edad se fue a vivir junto a su familia a Sant Antoni de Vilamajor.
Le gusta mucho la lucha libre y el Fútbol Federado y es aficionados del Barcelona, también le encanta andar en Roller, Patines, Patineta y Lenguaje de Signos. Sus habilidades son el fútbol, donde juega para el equipo de su ciudad actual el FC. Vilanajor, el Ski y Clases de Teatro en su ciudad natal Granollers, el también puede hablar en distintos idiomas y acentos como el Castellano, el Catalán Nativo y el lenguaje de signos, incluyendo el Inglés por nivel medio.
El es un gran amigo del cantante Diego Martín, con quien trabajó en algunos proyectos como actor.

## Carrera como futbolista
Iván Luengo inició su carrera como futbolista a la edad de 4 años en el FC. Vilanajor. A la edad de 6 años, inició a jugar en el Fútbol Federado, donde es parte del equipo de su ciudad actual el FC. Vilamajor.

## Biografía
Iván Luengo entró en el mundo de la actuación a la edad de 5 años en el año 2008, en un anuncio para Danonino. En el año 2009, hizo un segundo anuncio está vez para Planeta Agostini. En el año 2010, hizo un tercer anuncio para Lanjarón. Su debut oficial dentro de la actuación fue en el año 2010 durante la película A tres metros sobre el cielo, donde hizo el papel de Hugo cuando era niño en el final de la película durante una escena en la playa.
En el año 2011, apareció como un niño zombi en la película REC 3: Génesis y participando junto a los también actores Àlex Monner, Marc Balaguer y Mireia Vilapuig. En el año 2013, apareció en la famosa serie Pulseras rojas, haciendo de Lleó cuando era un niño e ingresaba recién al hospital, durante el episodio Recuerdos de la segunda temporada.
En el año 2014, apareció en la película Tiempo sin aire, bajo el nombre de Daniel.
En el año 2015, el anunció que participaría de una nueva serie llamada El incidente bajo el nombre de Hugo. En la tercera semana de agosto de 2015, Iván Luengo firmó un cortometraje llamado Hojas en blanco, como Pablo, el cual fue dirigido por Roger Villarroya y compartió protagonismo con el actor Francesc Pagés y la actriz Cristina Dilla. En el mismo año, hizo una película llamada El pregón, y que fue dirigida por Dani de la Orden.
El 1 de febrero de 2016, se estrenó la serie llamada Nit i dia, en donde Iván Luengo participó bajo el nombre de Adriá Ramos. El 18 de marzo de 2016, se estrenó la película El Pregón en donde participó Iván bajo el nombre de Marc. El 16 de abril de 2016, Iván Luengo apareció en un episodio del programa de televisión llamado Divendres.
El 19 de enero de 2017, se había estrenado la película llamada Nieve Negra, donde Iván Luengo participó bajo el nombre de Juan. El 12 de mayo de 2017, Iván Luengo anunció que iba a participar de un nuevo cortometraje llamado Claudia. El 5 de septiembre de 2017, se había estrenado la serie El incidente. El 25 de septiembre, se había estrenado la serie llamada Apaches por Netflix a nivel internacional, donde Iván Luengo participó bajo el nombre de Miguel cuando era un niño de 10 años.

## Carrera como doblador de voz
El 23 de septiembre de 2016, se estrenó la película Los siete magníficos de Antoine Fuqua, en donde Iván Luengo hizo doblaje de voz por primera vez, doblando la voz de varios niños que aparecían. El 30 de septiembre de 2016, se estrenó la película El hogar de Miss Peregrine para niños peculiares de Tim Burton, en donde Iván Luengo hizo doblaje de voz de Millard Nullings un niño invisible. El 10 de diciembre de 2016 por medio de su cuenta de Instagram, Iván Luengo anunció que pronto se iba a estrenar una película donde participó del doblaje de voz.
El 3 de marzo de 2017, se había estrenado la película llamada La vida de Calabacín. El 17 de marzo, se estrenó la nueva versión de la película llamada La bella y la bestia, en donde el doblo la voz de Chip, que fue convertido en una taza de té y es el hijo de la Sra. Potts. El 8 de septiembre, por medio de su Instagram, él había anunciado que participó del doblaje de vos de la película de terror llamada It. El 20 de octubre, él había anunciado que estaría doblando una nueva película, pero no reveló el título.

## Filmografía

### Televisión
| Año       | Serie                         | Director                                                  | Cadena           | Personaje               | Episodios   |
| --------- | ----------------------------- | --------------------------------------------------------- | ---------------- | ----------------------- | ----------- |
| 2008      | Anunció para Danonino         | -                                                         | -                | El mismo                | Propaganda  |
| 2009      | Anunció para Planeta Agostini | -                                                         | -                | El mismo                | Propaganda  |
| 2010      | Anunció para Lanjarón         | -                                                         | -                | El mismo                | Propaganda  |
| 2013      | Pulseras rojas                | Pau Freixas                                               | TV3              | Lleó (niño)             | 1 episodio  |
| 2013      | Crackòvia                     | -                                                         | TV3              | Nieto de Josep Pedregol | 1 episodio  |
| 2014      | Aída                          | Roberto Monge                                             | Tele 5           | Reinaldo                | 1 episodio  |
| 2016      | Nit i dia                     | Manuel Huerga y Oriol Paulo                               | TV3              | Adrià Ramos             | 9 episodios |
| 2016      | Divendres                     | -                                                         | -                | El mismo                | 1 episodio  |
| 2017      | El incidente                  | Alberto Ruíz Rojo, Iñaki Peñafiel y Norberto López Amado  | Antena 3         | Hugo                    | 5 episodios |
| 2017-2018 | Apaches                       | Alberto Ruíz Rojo, Daniel Calparsoro y Miguel Ángel Vivas | Antena 3 Netflix | Miguel (10 años)        | 3 episodios |

### Cine
| Año  | Título                                      | Director            | Personaje |
| ---- | ------------------------------------------- | ------------------- | --------- |
| 2013 | La habitación del Caracól                   | -                   | Marc      |
| 2014 | Campanadas                                  | Simón García-Miñaúr | Pedro     |
| 2014 | Quaresma                                    | -                   | Hugo      |
| 2015 | Papá                                        | -                   | Tomas     |
| 2015 | Hojas en blanco                             | Roger Villarroya    | Pablo     |
| 2017 | El Pan no es por las Yeguas (Posproducción) | Marc Vivancos       | Marc      |
| 2017 | Claudia (Posproducción)                     | -                   | -         |

### Películas
| Año  | Título                       | Director                            | Personaje   |
| ---- | ---------------------------- | ----------------------------------- | ----------- |
| 2010 | A tres metros sobre el cielo | Fernando González Molina            | Hugo (niño) |
| 2011 | REC 3: Génesis               | Paco Plaza                          | Niño zombi  |
| 2014 | Tiempo sin aire              | Andrés Luque y Samuel Martín Mateos | Daniel      |
| 2016 | El pregón                    | Dani de la Orden                    | Marc        |
| 2017 | Nieve Negra                  | Martin Hodara                       | Juan        |

### Doblaje de voz
| Año  | Título                                           | Director          | Personaje                                   |
| ---- | ------------------------------------------------ | ----------------- | ------------------------------------------- |
| 2016 | Los siete magníficos                             | Antoine Fuqua     | Voces de varios niños                       |
| 2016 | El hogar de Miss Peregrine para niños peculiares | Tim Burton        | Voz de Millard Nullings (niño invisible)    |
| 2017 | La vida de Calabacín                             | Claude Barras     | N/A                                         |
| 2017 | La bella y la bestia                             | Bill Condon       | Voz de Chip (niño convertido en taza de té) |
| 2017 | It                                               | Andrés Muschietti | Voz de Jack Dylan Grazer                    |
| 2018 | Wonder                                           | Stephen Chbosky   | Voz de Auggie Pullman                       |

## Premios y candidaturas
- Festival de cortometrajes de Coria del Río
  - Premio por Mejor Actor (2019)[18]